# Awaous personatus
Awaous personatus är en fiskart som först beskrevs av Bleeker, 1849.  Awaous personatus ingår i släktet Awaous och familjen smörbultsfiskar. Inga underarter finns listade.